# Veneta
Veneta es una ciudad ubicada en el condado de Lane en el estado estadounidense de Oregón. En el año 2000 tenía una población de 2,755 habitantes y una densidad poblacional de 1,035.5 personas por km².

## Geografía
Veneta se encuentra ubicada en las coordenadas 44°3′0″N 123°21′9″O / 44.05000, -123.35250.

## Demografía
Según la Oficina del Censo en 2000 los ingresos medios por hogar en la localidad eran de $37,326 y los ingresos medios por familia eran $40,909. Los hombres tenían unos ingresos medios de $33,897 frente a los $18,730 para las mujeres. La renta per cápita para la localidad era de $16,239. Alrededor del 9.7% de la población estaban por debajo del umbral de pobreza.